# El capitán de Köpenick (película de 1956)
El capitán Köpenick (en alemán: Der Hauptmann von Köpenick) es una comedia cinematográfica de Alemania Occidental de 1956 dirigida por Helmut Käutner y basada en la obra homónima de 1931 de Carl Zuckmayer. La película se basó en la historia real de Wilhelm Voigt, un impostor alemán que en 1906 se hizo pasar por un oficial militar prusiano y se hizo famoso como el Capitán de Köpenick. Fue nominada a los 29.º Premios de la Academia en la categoría Mejor Película en Lengua Extranjera. La obra tuvo enorme éxito con diez millones de espectadores en los primeros cinco meses. 
Fue rodada por Real Film en Eastman Color en los estudios Wandsbek de Hamburgo. Los decorados fueron diseñados por el director artístico Albrecht Becker y Herbert Kirchhoff. 
Fue la segunda adaptación cinematográfica de la obra de Zuckmayer después de la película de 1931 dirigida por Richard Oswald.

## Trama
La trama está basada en el conocido drama de Zuckmayer: Cuenta la historia del criminal Wilhelm Voigt, que se hizo mundialmente famoso gracias a su brillante golpe de Estado en octubre de 1906. La obra aprovecha lo sucedido como una oportunidad para retratar críticamente el militarismo y el espíritu de subyugación en el Imperio alemán. Sin embargo, la historia del incidente contada en los dramas y películas es en gran medida ficción.
El zapatero Wilhelm Voigt sale de la prisión de Plötzensee de Berlín después de 15 años de prisión, a los que fue condenado por diversos fraudes. Tiene la intención de convertirse en una persona honesta, pero en todos los lugares a los que se dirige le preguntan sobre su vida pasada, comenzando con las palabras: "¿Has servido?" Sin un permiso de residencia en el distrito respectivo, no obtendrá un trabajo y sin un trabajo no recibirá un permiso de residencia. También se le niega el pasaporte necesario para trabajar temporalmente en el extranjero. Como consecuencia de ello, penetra en una comisaría de policía de Potsdam para expedirse un pasaporte oficial, es detenido y condenado a diez años de prisión en Sonnenburg.
En la biblioteca de la prisión descubre las normas del servicio militar prusiano y las aprende de memoria. El director de la prisión también entrena a sus prisioneros en comportamiento militar. Después de salir de la cárcel, Voigt se queda inicialmente con su hermana y su marido y se dedica a cuidar de una niña que padece tuberculosis, y que vive como subarrendataria en una habitación con su hermana. Pero cuando su rehabilitación vuelve a fracasar debido a la burocracia, planea su próximo golpe. Compra un uniforme de capitán usado a un ropavejero. Después de ponérselo, de repente parece una persona diferente, pues todos le muestran el máximo respeto. Voigt aprovecha esta autoridad para ocupar el ayuntamiento de Köpenick con algunos soldados que encontró en la calle y arrestar al alcalde. Para su gran decepción, descubre que no es posible obtener un pasaporte en el ayuntamiento, por lo que confisca el tesoro de la ciudad.
En medio del enorme revuelo y de la búsqueda febril del perpetrador, pocos días después Voigt se niega a la oferta de la policía de Berlín de obtener un pasaporte. Luego le cuenta toda la historia al jefe de policía, para diversión general de todos los presentes. Voigt es nuevamente condenado, pero esta vez indultado por el emperador. Cuando recibe el pasaporte prometido, piensa que lo ha “sobreexplotado” y que ya no lo necesita porque ahora es el famoso “Capitán de Köpenick”.

## Producción

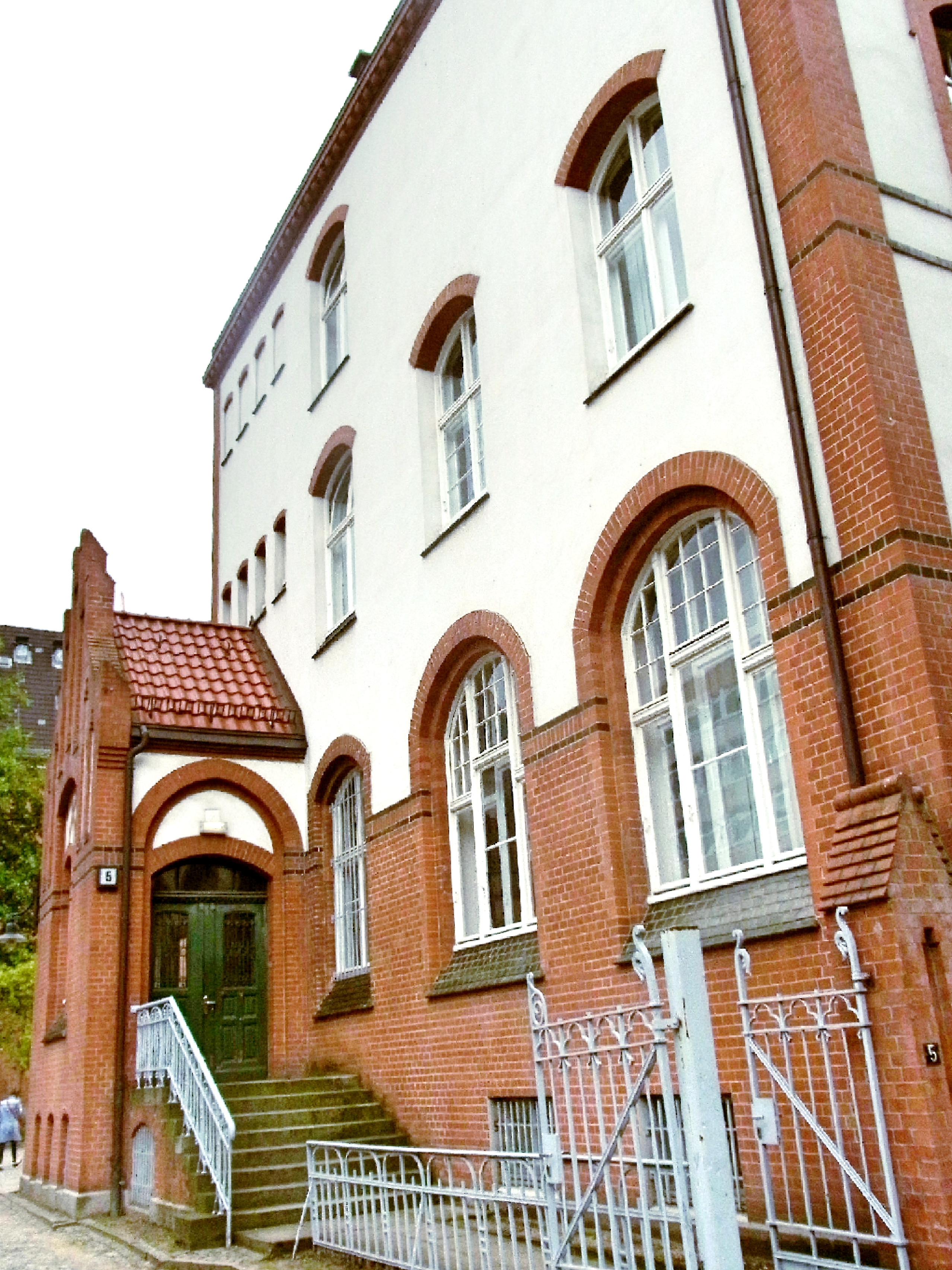
El lugar de rodaje de las tomas exteriores fue la oficina de impuestos Beim Schlump N.° 82/83 en el distrito Rotherbaum de Hamburgo.

Sólo a instancias del director y guionista Helmut Käutner (que ya había utilizado el material en una obra radiofónica estrenada en 1945) se le asignó a Heinz Rühmann el papel principal. Los productores Walter Koppel y Gyula Trebitsch, ambos judíos víctimas de la persecución nazi, expresaron considerables preocupaciones sobre Rühmann porque estaba perjudicado por su trabajo y su popularidad durante la era nazi. Las alternativas para el papel principal incluyeron a Curd Jürgens y Hans Albers.
La película fue producida en Eastmancolor por Real-Film en los Real-Filmstudios de Hamburgo y se estrenó el 16 de agosto de 1956 en el Palacio de Ufa en Colonia.
Como no fue posible rodar en las localizaciones originales de Berlín Oriental, las pocas tomas exteriores se realizaron en Hamburgo. La oficina de impuestos de Schlump en el distrito de Eimsbüttel sirvió como ayuntamiento de Köpenick. La fachada del ayuntamiento de Altona se convirtió en la estación de tren, donde Rühmann se hace pasar por capitán.
Como en la adaptación cinematográfica de 1931, Ilse Fürstenberg interpretó a la hermana Marie Hoprecht. Leonard Steckel interpretó al ropavejero Krakauer en la adaptación cinematográfica de 1931 y a Adolph Wormser en la película de 1956.
Desde hace algún tiempo aparece en las retransmisiones televisivas una breve secuencia adicional de la versión restaurada y adaptada al formato de la película, que aún no ha llegado al formato de cine en casa (la versión original sin restaurar todavía se puede ver allí).). Esto ocurre en la escena del reclutamiento de las dos unidades militares y muestra una imagen adicional del soldado repitiendo la orden del “Capitán” Rühmann. Se amplió el plano siguiendo la orden, que muestra la formación de las tropas para la marcha. Sin embargo, no se incluyeron dos escenas que también faltaban en la versión no restaurada. Se trata, por un lado, de un espectáculo de danza de variedades del director Helmut Käutner, que se puede ver en el tráiler original, y, por otro lado, del plano final original de la película, en el que se puede ver el uniforme de capitán de Wilhelm Voigt en un espantapájaros. El director Helmut Käutner tiene otro cameo como cantante callejero.

## Elenco
- Heinz Rühmann - Wilhelm Voigt
- Martin Held - Dr. Obermüller
- Hannelore Schroth - Mathilde Obermüller
- Willy A. Kleinau - Friedrich Hoprecht
- Leonard Steckel - Adolph Wormser
- Friedrich Domin - director de la cárcel
- Erich Schellow - Capt. von Schlettow
- Walter Giller - Willy Wormser
- Wolfgang Neuss - Kallenberg
- Bum Krüger - Kilian, un guardia
- Joseph Offenbach - Wabschke
- Ilse Fürstenberg - Marie Hoprecht, hermana de Voigt
- Maria Sebaldt - Auguste Viktoria Wormser, su hija
- Edith Hancke - muchacha enferma
- Ethel Reschke -
- Siegfried Lowitz - Rosenkranz, tesorero de la ciudad
- Willi Rose - sargento de policía
- Willy Maertens - Knell, procurista
- Kurt Fuß
- Karl Hellmer - Nowak
- Robert Meyn - von Jagow, jefe de policía
- Otto Wernicke - maestro zapatero
- Ludwig Linkmann - borracho
- Wolfgang Müller
- Rudolf Fenner - sargento de policía en Potsdam
- Reinhard Kolldehoff - soldado borracho
- Kurt Klopsch - inspector de policía en Köpenick
- Helmut Gmelin - coronel de coraceros
- Reinhold Nietschmann
- Jutta Zech
- Jochen Blume - comisario de control de pasaportes
- Peter Ahrweiler - capellán de la cárcel
- Jochen Meyn - Von Schleinitz
- Werner Schumacher - segundo suboficial
- Joachim Hess - primer suboficial
- Balduin Baas - granadero de Prusia Oriental
- Peter Franz
- Joachim Wolff - funcionario de ferrocarriles
- Erich Weiher - alcalde del pueblo
- Holger Hagen - Dr. Jellinek
- Eddi Thomalla - primer funcionario de ferrocarriles

## Recepción
La película se exportó a 53 países y ganó numerosos premios, incluido el Premio del Cine Alemán el 21 de junio de 1957.  El Capitán von Köpenick fue el primer éxito alemán de posguerra en Estados Unidos y fue nominada al Oscar, que se concedió por primera vez en 1957, en la categoría “ Mejor película en lengua extranjera ”. 
La película fue fundamental para el regreso de Rühmann como actor después de la guerra. Hasta entonces, Rühmann había actuado principalmente en teatro o aparecido en películas menos importantes de la posguerra.

## Premios
- - Nominada a los 29.º Premios de la Academia en la categoría Mejor Película en Lengua Extranjera [5]
  - Bundesfilmpreis (Filmband in Gold) en las categorías de Mejor Actor, Mejor Director, Mejor Guion y Mejor Arquitectura Cinematográfica
  - Bundesfilmpreis (Filmband in Silber) en la categoría Mejor película para la promoción de la democracia
  - Bundesfilmpreis (Goldene Schale) en la categoría Mejor Largometraje
  - Bambi en las categorías Mejor Película y Película de mayor éxito comercial
  - Premio de la crítica cinematográfica alemana
  - Premio de la Asociación de Críticos de Cine de Berlín a Heinz Rühmann
  - Reconocimiento al mérito especial del Filmbewertungsstelle Wiesbaden
  - Proyectado en el Festival de Cine de Venecia, el Festival Internacional de Cine de Edimburgo y el Festival Internacional de Cine de San Francisco.

## Reseñas
"La historia de Carl Zuckmayer sobre el zapatero Wilhelm Voigt, previamente condenado, que intenta superar los obstáculos burocráticos para obtener un pasaporte empleando con uniforme de capitán, en una versión cinematográfica humana y cómica adaptada íntegramente al actor principal. Pero la adaptación cinematográfica de Richard Oswald, de 1931, fue mejor."
"Magnífica ironía de la omnipotencia del uniforme prusiano. Una de las comedias cinematográficas alemanas de mayor éxito. Digna de ser vista."
"Una tragicomedia excelentemente interpretada, iluminada por momentos cómicos y un humor cálido, densa en su entorno y atmósfera. Una lección satírica sobre la omnipotencia del uniforme en Prusia, que reduce la visión del mundo al absurdo."